# Jang-ťiang
Jang-ťiang (čínsky 阳江, pchin-jinem Yángjiāng) je městská prefektura v Čínské lidové republice. Patří k
provincii Kuang-tung. Má rozlohu 7813 čtverečních kilometrů a v roce 2004 zde žilo přes dva a půl milionu obyvatel. Nejpoužívanější řečí obyvatel je Kao-Jang, nářečí kantonštiny.

## Poloha
Jang-ťiang leží v západní části provincie Kuang-tung. Jeho jižním okrajem je pobřeží Jihočínského moře. Na západě hraničí s Mao-mingem, na severu s Jün-fu a na východě s Ťiang-menem.

## Administrativní členění
Městská prefektura Jang-ťiang se člení na čtyři celky okresní úrovně, a sice dva městské obvody, jeden městský okres a jeden okres.
| městský obvod · Ťiang-čcheng městský obvod · Jang-tung okres · Jang-si městský okres · Jang-čchun |        |                       |                    |                                  |
| Název                                                                                             | Název  | Počet obyvatel (2020) | Rozloha km² (2020) | Hustota zalidnění (obyv. na km²) |
| český přepis                                                                                      | znaky  | Počet obyvatel (2020) | Rozloha km² (2020) | Hustota zalidnění (obyv. na km²) |
| Městské obvody                                                                                    |        |                       |                    |                                  |
| Ťiang-čcheng                                                                                      | 江城区 | 814 688               | 780                | 1 045                            |
| Jang-tung                                                                                         | 阳东区 | 478 299               | 1 703              | 281                              |
| Městský okres                                                                                     |        |                       |                    |                                  |
| Jang-čchun                                                                                        | 阳春市 | 875 896               | 4 038              | 217                              |
| Okres                                                                                             |        |                       |                    |                                  |
| Jang-si                                                                                           | 阳西县 | 434 076               | 1 435              | 303                              |
|                                                                                                   |        |                       |                    |                                  |
| Celkem                                                                                            | Celkem | 2 602 959             | 7 955              | 327                              |